# Корпус стражей исламской революции
Ко́рпус стра́жей исла́мской револю́ции (перс. سپاه پاسداران انقلاب اسلامی‎ — Sepâh-e pâsdârân-e enqelâb-e Eslâmi, Сэпа́хе пасдара́не энгела́бе эслами́, сокр. КСИР, встречаются обозначения Революционная гвардия и Пасдаран) — элитное иранское военно-политическое формирование, созданное в 1979 году из военизированных отрядов исламских революционных комитетов, сторонников лидера иранских шиитов великого аятоллы Хомейни. Принимало активное участие в ирано-иракской войне. Официально является частью вооружённых сил Ирана. Выполняет функции армии, жандармерии и органов госбезопасности. Согласно конституции Исламской Республики Иран (ИРИ), основной задачей КСИР является «охрана Исламской революции и её завоеваний».
Власти США, Израиля, Саудовской Аравии, Бахрейна, Канады, Швеции,  Литвы и Бельгии признают КСИР террористической организацией. Евросоюз внес КСИР в список террористов в 2024 году.

## Функции
Корпус предназначен для защиты исламской революции Ирана и её завоеваний (по решению Высшего совета обороны, Корпус стражей исламской революции (КСИР) «оказывает содействие армии в деле защиты независимости, территориальной целостности государства и исламского республиканского строя»), распространения господства ислама в самой Исламской республике Иран (ИРИ) в рамках действующей Конституции, постоянного содействия осуществлению мусульманских идей в мире, ведение борьбы с «подрывными элементами внутри ИРИ, выступающими против исламской революции», проведения спасательных операций в случае стихийный бедствий, оказание помощи силам охраны общественного порядка, в том числе в деле обеспечения безопасности государственных учреждений, религиозных и политических деятелей, оказания помощи органам разведки и контрразведки, усиления вооружённых сил ИРИ при взаимодействии с армейскими подразделениями, создания и военной подготовки народного ополчения — Басидж.
По словам одного из влиятельнейших иранских деятелей аятоллы Монтазери, «корпус стражей — детище исламской народной революции и является единственным в своём роде органом, обладающим широкими религиозными, политическими и военными полномочиями».

## Руководство
Верховный главнокомандующий — великий аятолла Али Хаменеи.
Главнокомандующий — генерал-майор Мохаммад Пакпур.
Согласно уставу КСИР, утверждённому в мае 1982 года, его верховным главнокомандующим является рахбар — Высший руководитель Ирана. КСИР состоит из главного командования, объединённого штаба, сухопутных, воздушно-космических и военно-морских сил, в его состав входят силы специального назначения «Кудс» и силы народного ополчения «Басидж». КСИР касательно военных дел управляется Главнокомандующим, опирающимся на высший совет командования, аппарат заместителей, объединённый штаб КСИР и штабы видов КСИР, оперативных и территориальных командований. Он отвечает за оперативную подготовку, планирование, организацию и ведение разведки, укомплектование корпуса новыми кадрами, военную и идейно-политическую подготовку личного состава, пропагандистскую и издательскую деятельность, а также обучение народного ополчения. Главнокомандующий КСИР назначается лично рахбаром и подчиняется только ему. Касательно духовных (идеократических) дел все руководящие органы Корпуса находятся в подчинении постоянного представителя высшего руководителя — ходжат-оль-ислам (один из высших титулов шиитского духовенства). Он является духовным лицом и, согласно уставу, обязан «следить, чтобы все дела корпуса и решения командования соответствовали нормам шариата и указаниям руководителя страны», то есть по сути является генеральным комиссаром. Для обеспечения контроля над всеми звеньями КСИР ходжат-оль-ислам назначает в каждом из них своих представителей из числа компетентных лиц духовенства, выполняющих обязанности комиссаров.
Особое Министерство Корпуса занимается административно-финансовой и правовой деятельностью, обеспечивает корпус материально-техническими средствами, поддерживает связь с правительством и парламентом (менджлис), ведёт строительство необходимых объектов и сооружений. При этом Министр корпуса хотя и является членом правительства, однако не входит в высший совет обороны, где корпус представлен командующим КСИР.

## Территориальная ответственность
Вся Исламская Республика Иран, состоящая из 30 останов, разбита на 16 округов КСИР (места пребывания штабов и советов), в свою очередь состоящие из административных районов, и далее из баз и постов. Границы округа не обязательно должны совпадать с границами останов (губернаторств) и чаще располагаются на территории нескольких останов.

## Войска
Состоят из сухопутных, военно-морских, воздушно-космических сил и народного ополчения. В 1988 году общая численность составляла более 350 тысяч человек.

### Сухопутные войска
Основной и самый многочисленный вид войск в составе КСИР. В мирное время укомплектован лёгким вооружением. Основное назначение: внутренняя безопасность; второстепенное: внешняя оборона совместно с регулярными вооружёнными силами Ирана. Состоит из 31 регионального корпуса, 2 из них находятся в Тегеране.
В боевой состав входят: 8+ пехотных, 3 специального назначения и 2 бронетанковых дивизий (7 и 8), отдельные бригады (3 бронетанковые, 5+ пехотных, 1 воздушно-десантная и пр.).
Численность СВ КСИР на 2024 год составляла 150 тысяч человек.

### Аэрокосмические силы
Самостоятельный род войск ВС Ирана.
Структура:
- Ракетное командование (4 ракетные бригады);
- Командование ВВС (пять авиабаз, шесть авиагрупп, одна транспортная авиационная эскадрилья, один авиаотряд связи и управления); * Командование ПВО (бригада ПВО и пять групп ПВО);
- Учебное командование;
- Командование связи и тыла.

Контролируют стратегические ракетные силы Ирана. На вооружении находятся 10 Су-22, учебно-боевые самолёты и транспортная авиация.
На вооружении ПВО — ракеты «земля — воздух». Также имеются ракетные части и подразделения, части вспомогательной авиации, учебные центры и полигоны.
Главной ударной силой ВКС КСИР являются ракетные войска. На вооружении ракетных войск находятся мобильные и стационарные ракеты средней дальности и ОТР: Шахаб-3, Fateh-110, Fateh-313, Ghadr-1, Emad-1, Sajjil-2, Khorramshahr и другие. Пусковых установок (ПУ) OТР (в том числе БРСД) — 84, ПУ тактических ракет — 25
Численность на 2002 год 45 тыс. человек (в том числе 15 тыс. — в ПВО).
Кроме того, в распоряжении ВКС КСИР находится практически полный спектр боевых и разведывательных БПЛА Ирана: Shahed 129, Shahed 181, Shahed 191, Ababil 3, Mohajer 4, Shahed 123.
Командующий — бригадный генерал Амир-Али Хаджизаде (с 2009 г.).

### Военно-морские силы
Состоят из штаба, четырёх отдельных командований, трёх ВМР, боевых соединений и частей, подразделений обеспечения, обслуживания, учебных центров учреждений. На вооружении имеются 3 подводные лодки, 3 сверхмалые подводные лодки, 3 фрегата с управляемым ракетным оружием (УРО), 2 корвета, 20 ракетных катеров, более 20 торпедных катеров, 13 десантных кораблей, 6 катеров на воздушных подушках, 3 минно-тральных корабля, 28 вспомогательных судов. Вооружение морской авиации (около 2 000 человек): самолётов — 22, вертолётов — 15. Три бригады морской пехоты насчитывают более 5 тыс. морских пехотинцев). В четырёх бригадах ракетных войск — более 300 противокорабельных ракетных комплексов.
Численность на 2022 год — около 20 тыс. человек, на 2023 года — около 25 000 человек.

### Силы сопротивления «Басидж»
Добровольческие отряды народного ополчения ИРИ. Численность Басидж — около 10 млн человек.

## Воинские звания и знаки различия СВ, ВВС и ВМС КСИР
| Категории               | Высшие офицеры              | Высшие офицеры    | Высшие офицеры      | Высшие офицеры    | Высшие офицеры      | Старшие офицеры | Старшие офицеры      | Старшие офицеры | Младшие офицеры | Младшие офицеры     | Младшие офицеры     | Младшие офицеры     |
| ----------------------- | --------------------------- | ----------------- | ------------------- | ----------------- | ------------------- | --------------- | -------------------- | --------------- | --------------- | ------------------- | ------------------- | ------------------- |
|                         | Армейский генерал           | Корпусный генерал | Дивизионный генерал | Бригадный генерал | Brigadier General   | Полковник       | Подполковник         | Майор           | Капитан         | First Lieutenant    | Second Lieutenant   | Third Lieutenant    |
| Иранское звание         | Artešbod pāsdār             | Sepahbod pāsdār   | Sarlaškar pāsdār    | Sartīp pāsdār     | Sartīp dovom pāsdār | Sarhang pāsdār  | Sarhang dovom pāsdār | Sargord pāsdār  | Sarvān pāsdār   | Sotvān yekom pāsdār | Sotvān dovom pāsdār | Sotvān sevom pāsdār |
| Российское соответствие | Маршал Российской Федерации | Генерал армии     | Генерал-полковник   | Генерал-лейтенант | Генерал-майор       | Полковник       | Подполковник         | Майор           | Капитан         | Старший лейтенант   | Лейтенант           | Младший лейтенант   |

| Категории               | Прапорщики        | Сержантский состав | Сержантский состав | Сержантский состав | Сержантский состав | Рядовой состав  | Рядовой состав | Рядовой состав | Рядовой состав |
| ----------------------- | ----------------- | ------------------ | ------------------ | ------------------ | ------------------ | --------------- | -------------- | -------------- | -------------- |
|                         |                   |                    |                    |                    |                    |                 |                |                |                |
| Иранское звание         | Razmdār yekom     | Razmdār dovom      | Razmāvar yekom     | Razmāvar dovom     | Razmāvar sevom     | Razmyār         | Sarbāz yekom   | Sarbāz dovom   | Sarbāz         |
| Российское соответствие | Старший прапорщик | Прапорщик          | Старшина           | Старший сержант    | Сержант            | Младший сержант | Ефрейтор       | —              | Рядовой        |

## Военная и идеологическая подготовка
Религиозно-политическое руководство Ирана уделяет большое внимание моральной и материальной поддержке пасдаранов. Для воспитания пасдаранов активно используются средства массовой информации. В Иране существует несколько радио и телепрограмм для КСИР. Действует широковещательная радиостанция «Радьйо-йе селах» («Радио корпуса»), которая ведёт передачи не только на личный состав КСИР и население Ирана, но и на зарубежные страны. Издаются более десяти многотиражных газет и журналов, в том числе «Пасдар-э эслам» («Страж ислама»), «Пейам-э энкелаб» («Вестник революции») и другие. Выпускается также большое количество пропагандистских брошюр религиозно-политического содержания, в том числе часть материалов издаётся на иностранных языках (английском, арабском) для зарубежного читателя. Широко используется наглядная агитация. Боевая техника расписана изречениями из Священного Корана, танки и бронетранспортёры украшаются флагами — зелёными (цвет ислама) и красными (цвет самопожертвования).
На КСИР возложены задачи создания и подготовки ополчения. В соответствии с уставом все члены ополчения делятся на три категории: простые (рядовые) члены — прошедшие курс общей начальной подготовки и зачисленные в рядовой состав, активные — продолжившие после курса общей подготовки заниматься по отдельной программе, и особые (специальные) — бойцы, зачисленные в запас КСИР. Последняя категория поддерживает постоянную связь с Корпусом и им выдаётся личное удостоверение сотрудника КСИР.

## Участие в боевых действиях
КСИР принимал участие в гражданской войне в Сирии на стороне Башара Асада. 8 октября 2015 года недалеко от Алеппо погиб генерал КСИР Хоссейн Хамадани. 12 октября того же года в боях на территории Сирии погибли высокопоставленные военачальники корпуса: генерал-майор Фаршад Хасунизаде и бригадный генерал Хамид Мохтарбанд. 23 октября в бою погиб бригадный генерал Реза Хавари из дивизии КСИР «Фатемиюн». Также КСИР снабжал деньгами Хезболлу в Сирии.
3 января 2020 года был убит генерал КСИР Касем Сулеймани в результате авиаудара ВВС США по международному аэропорту Багдада с санкции Дональда Трампа.